# Barming Heath
Barming Heath – wieś w Anglii, w hrabstwie Kent, w dystrykcie Maidstone. Leży 5 km na zachód od miasta Maidstone i 50 km na południowy wschód od centrum Londynu.